# Solms-Rödelheim-Assenheim

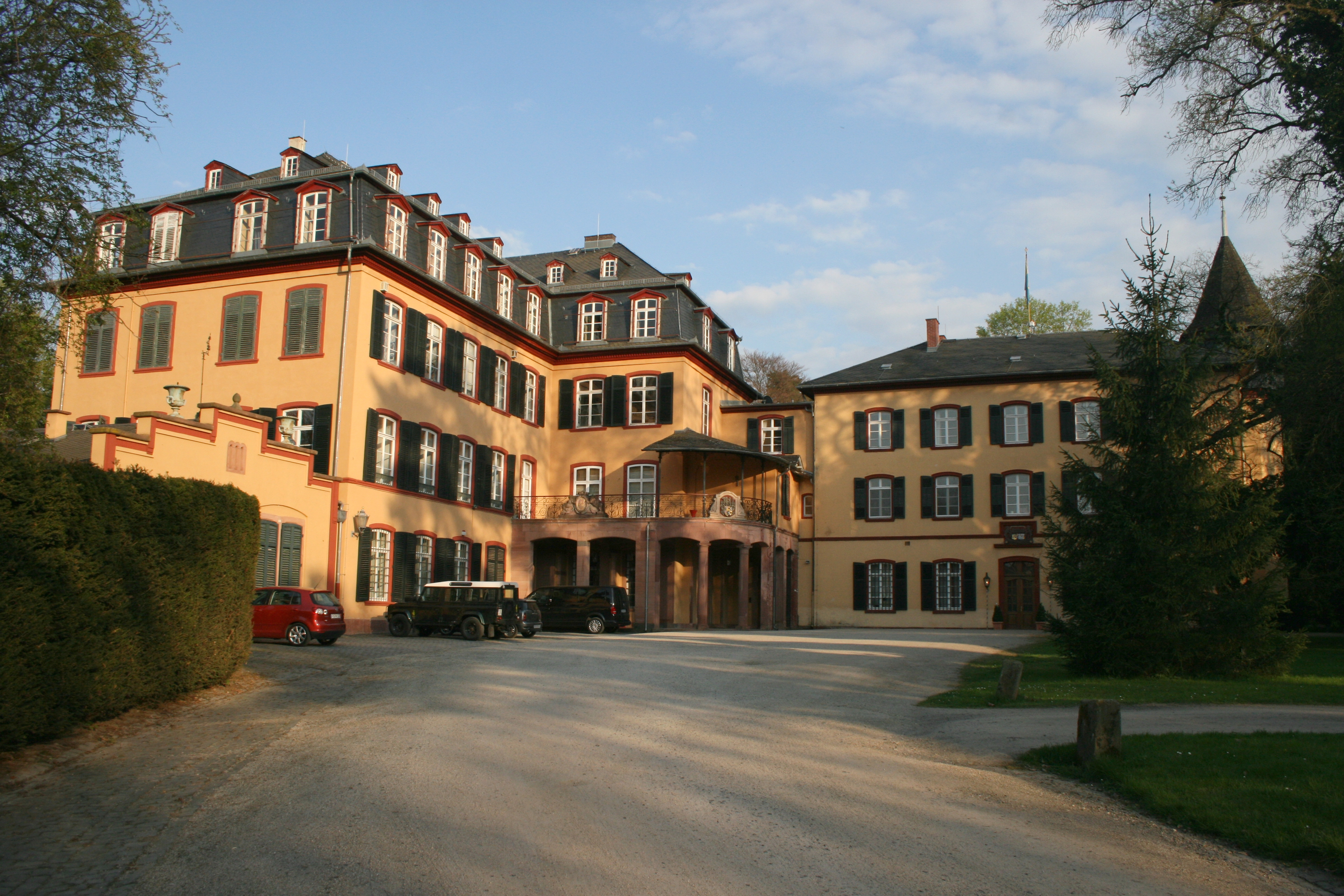
Castillo de Assenheim.

Solms-Rödelheim-Assenheim fue un condado entre la región meridional de Hesse y la región oriental de Renania-Palatinado, Alemania. La Casa de Solms tuvo su origen en Solms, Hesse.
Solms-Rödelheim-Assenheim fue creado por tres veces mediante la unión de los Condes de Solms-Assenheim y Solms-Rödelheim, y en las dos primeras ocasiones repartido entre estos dos pequeños miniestados. Solms-Rödelheim-Assenheim fue mediatizado a Hesse-Kassel (o Hesse-Cassel) y Hesse-Darmstadt en 1806.

## Condes de Rödelheim-Assenheim

### Primera creación: 1635-99
- Juan Augusto Solms-Assenheim (1635-80)
- Juan Carlos Eberardo (1680-99)

### Segunda creación: 1722-28
- Luis Enrique de Solms-Assenheim (1722-28)

### Tercera creación: 1778-1806
- Carlos Ernesto Juan de Solms-Assenheim (1778-90)
- Volrath Francisco Carlos Luis (1790-1806)

## Después de la mediatización[1]
- Carl (18..-1844)
- Maximilian (1844-1892)
- Franz (1892-1923)
- Maximilian (1923-1968)
- Markwart (1968-1976)
- Nikolaus (1976-1981)
- Philippe (n. 1964)
  - Sin heredero varón